# Luis de Santángel

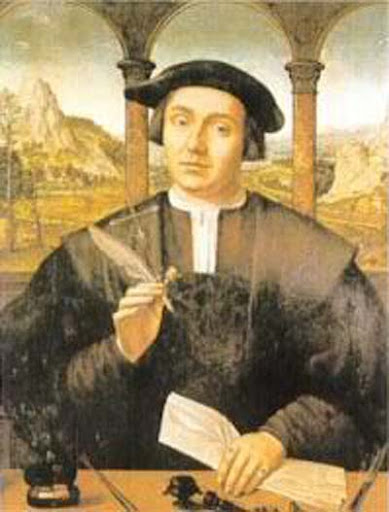
Luis de Santángel – spanischer Höfling u. Förderer von Christoph Kolumbus

Luis de Santángel (* ? vermutlich in Valencia; † 1498 in Alcalá de Henares, Spanien) war ein valencianischer Kaufmann und Bankier im Dienste der Katholischen Könige. Er war bedeutender Förderer von Christoph Kolumbus.

## Leben
Luis de Santángel entstammte einer wohlhabenden Familie, die aus dem  Königreich Aragonien in das Königreich Valencia ausgewandert war und über ausgezeichnete Kontakte zu den Königen Alfons V. von Aragón und Johann II. von Aragón verfügte.
Santángel wurde von König Johann II. mit der Einziehung königlicher Steuern in Valencia betraut. Nach Johanns Tod trat Santángel in die Dienste seines Sohnes, König Ferdinand II., der ihn mit der Aufsicht über die Ausgaben des königlichen Hofes beauftragte und am 13. September 1481 zum escribano de ración (Rechnungsführer) ernannte.
Santángel trug in zweifacher Hinsicht zu der erfolgreichen Atlantiküberquerung von Christoph Kolumbus bei: Im Frühjahr 1492 überzeugte er die katholischen Könige davon, auf die von Kolumbus erhobenen Forderungen einzugehen; darüber hinaus trug Santángel mit einer großen Summe wesentlich zur Finanzierung des Projektes bei.